# Associazione Nuotatori Brescia 2015-2016
Questa voce raccoglie le informazioni riguardanti l'Associazione Nuotatori Brescia nelle competizioni ufficiali della stagione 2015-2016.

## Rosa
| N° |                   | Ruolo | Giocatore        |
| -- | ----------------- | ----- | ---------------- |
|    | Italia (bandiera) | P     | Marco Del Lungo  |
|    | Italia (bandiera) | P     | Brando Dian      |
|    | Italia (bandiera) | D     | Stefano Guerrato |
|    | Italia (bandiera) | D     | Zeno Bertoli     |
|    | Serbia (bandiera) | D     | Sava Ranđelović  |
|    | Italia (bandiera) | CV    | Luca Damonte     |
|    | Italia (bandiera) | CV    | Valerio Rizzo    |

| N° |                   | Ruolo | Giocatore            |
| -- | ----------------- | ----- | -------------------- |
|    | Spagna (bandiera) | CV    | Guillermo Molina     |
|    | Italia (bandiera) | A     | Nicholas Presciutti  |
|    | Italia (bandiera) | A     | Alessandro Nora      |
|    | Italia (bandiera) | A     | Christian Presciutti |
|    | Serbia (bandiera) | CB    | Nemanja Ubović       |
|    | Italia (bandiera) | CB    | Christian Napolitano |

| Allenatore: | Alessandro Bovo |

## Mercato
| Acquisti | Acquisti        | Acquisti     | Acquisti |
| R.       | Nome            | da           |          |
| -------- | --------------- | ------------ | -------- |
| D        | Zeno Bertoli    | Posillipo    |          |
| D        | Sava Ranđelović | Stella Rossa |          |
| A        | Luca Damonte    | Savona       |          |
| CB       | Nemanja Ubović  | Barceloneta  |          |

| Cessioni | Cessioni        | Cessioni  | Cessioni |
| R.       | Nome            | a         |          |
| -------- | --------------- | --------- | -------- |
| D        | Deni Fiorentini | Lugano    |          |
| D        | Daniele Giorgi  | Lazio     |          |
| CV       | Federico Pagani | Lugano    |          |
| CB       | Michaël Bodegas | Pro Recco |          |
| CB       | Lorenzo Bruni   | Florentia |          |

## Risultati

### Serie A1

#### Girone di andata
| Arbitri: | Fabio Ricciotti Alessandro Severo |

|                                     |           | |
| Danilović: 2 Di Luciano, Puglisi: 1 | Marcatori | 5: C. Presciutti 3: Damonte 2: Bertoli, Molina, N. Presciutti, Ranđelović, Rizzo, Ubović 1: Napolitano, Nora |

| Arbitri: | Bruno Navarra Attilio Paoletti |

|                                                                                                   |           |                                                            |
| Molina: 3 Napolitano, N. Presciutti, Ubović: 2 Bertoli, Nora, C. Presciutti, Ranđelović, Rizzo: 1 | Marcatori | 5: Manzi 1: Brlečić, Gandini, Mugnaini, Privitera, Steardo |

| Arbitri: | Antonio Pascucci Marco Piano |

|                                                             |           |                                                                                           |
| Brancatello, Bruni, Dani, Generini, L. Panerai, G. Oneto: 1 | Marcatori | 3: C. Presciutti, Rizzo 2: Guerrato, Molina, Nora 1: Bertoli, Damonte, Napolitano, Ubović |

| Arbitri: | Leonardo Ceccarelli Francesco Romolini |

|                                                                                             |           |                                                          |
| Ranđelović, Rizzo: 3 Molina, Napolitano, C. Presciutti, Ubović: 2 Damonte, N. Presciutti: 1 | Marcatori | 4: Charuto 1: Cannella, Di Rocco, Ferrante, Giorgi, Mele |

| Arbitri: | Gianluca Centineo Alessandro Severo |

|                                            |           |                                                                 |
| Sadovyy: 3 Milaković: 2 Colombo, Bianco: 1 | Marcatori | 3: Napolitano 2: Ranđelović, Rizzo 1: Nora, Presciutti, Bertoli |

| Arbitri: | Mario Bianchi Antonio Guarracino |

|                                                                                       |           |                                           |
| Ubović: 6 Molina, Rizzo, Bertoli: 2 C. Presciutti, Nora, N. Presciutti, Napolitano: 1 | Marcatori | 1: De Trane, Guidaldi, Ravina, Gambacorta |

| Arbitri: | Giovanni Lo Dico Alessandro Marongiu |

|                                            |           |                                                                |
| Bezić: 4 Calcaterra: 3 B. Oneto, Vitola: 1 | Marcatori | 3: Presciutti 2: Rizzo, Damonte, Napolitano 1: Molina, Bertoli |

| Arbitri: | Marco Piano Alberto Rovida |

|                                                            |           |           |
| Rizzo: 3 Presciutti, Nora: 2 Molina, Ubović, Napolitano: 1 | Marcatori | 2: Bušlje |

| Arbitri: | Fabio Collantoni Antonio Pascucci |

|                                             |           |                                                                |
| Giorgi, Popović, Rocchi, Elez, Guimarães: 1 | Marcatori | 3: Molina 1: Ranđelović, Rizzo, Damonte, Nora, Bertoli, Ubović |

| Arbitri: | Mario Bianchi Massimiliano Caputi |

|                                                           |           |                                                |
| Rizzo: 4 Presciutti, Molina, Nora, Bertoli, Napolitano: 1 | Marcatori | 2: Petković, Bini 1: Di Somma, Jelača, Deserti |

| Arbitri: | Marco Piano Stefano Pinato |

|                                  |           |                                    |
| Lanzoni, Valentino, M. Luongo: 1 | Marcatori | 2: Molina 1: N. Presciutti, Ubović |

| Arbitri: | Cristina Taccini Stefano Riccitelli |

|                                                                    |           |                                                                                           |
| Migliaccio: 2 Brguljan, Borrelli, Campopiano, Baraldi, Esposito: 1 | Marcatori | 4: Molina 2: Presciutti, Ubović, Napolitano 1: Guerrato, Ranđelović, Rizzo, Damonte, Nora |

| Arbitri: | Attilio Paoletti Alessandro Severo |

|                                             |           |                                                            |
| Rizzo:2 Molina, Nora, Presciutti, Ubović: 1 | Marcatori | 2: Mandić, Sukno 1: Di Fulvio, Giacoppo, Bodegas, Fondelli |

#### Girone di ritorno
| Arbitri: | Antonio Guarracino Antonio Pascucci |

|                                                                                     |           |                                              |
| Ranđelović: 3 Molina, Rizzo, Damonte, Napolitano: 2 C. Presciutti, N. Presciutti: 1 | Marcatori | 2: Ivović 1: Di Luciano, Danilović, Casasola |

| Arbitri: | Alessio Magnesia Alessandro Severo |

|                      |           |                                              |
| Brlečić: 2 Gualdi: 1 | Marcatori | 5: Rizzo 1: Presciutti, Molina, Nora, Ubović |

| Arbitri: | Alessandro Marongiu Massimo Savarese |

| |           |                                                     |
| Ranđelović, Rizzo, N. Presciutti: 3 Molina: 2 Guerrato, C. Presciutti, Nora, Bertoli, Napolitano: 1 | Marcatori | 3: G. Oneto 1: F. Panerai, Bruni, Gobbi, L. Panerai |

| Arbitri: | Fabio Brasiliano Francesco Romolini |

|                                                    |           |                                                                                                 |
| Giorgi, Cannella, Lapenna: 2 Colosimo, Leporale: 1 | Marcatori | 3: Rizzo, Nora 2: Guerrato, C. Presciutti 1: Molina, Damonte, N. Presciutti, Ubović, Napolitano |

| Arbitri: | Mario Bianchi Stefano Scappini |

|                                                                                    |           |                                                       |
| Ubović: 3 Rizzo, N. Presciutti, Napolitano: 2 C. Presciutti, Ranđelović, Molina: 1 | Marcatori | 1: Alesiani, Pesenti, Colombo, Cesini, Bianco, Piombo |

| Arbitri: | Giuseppe Fusco Antonio Pascucci |

|                                                                               |           |                                                                        |
| Gambacorta, Fracas: 2 De Trane, Gavazzi, Guidaldi, Puccio, Gonzalez, Guidi: 1 | Marcatori | 5: Rizzo 4: Ubović 1: Presciutti, Ranđelović, Molina, Nora, Napolitano |

| Arbitri: | Gianluca Centineo Alberto Rovida |

| |           |                                     |
| Ubović: 4 Molina: 3 C. Presciutti, Ranđelović, Damonte: 2 Guerrato, Rizzo, N. Presciutti, Bertoli, Napolitano: 1 | Marcatori | 2: Murro, Bezić 1: B. Oneto, Vitola |

| Arbitri: | Fabio Brasiliano Fabio Collantoni |

|                                                                    |           |                                                            |
| Bušlje: 2 Marinić Kragić, Renzuto Iodice, Gallo, Dolce, Saccoia: 1 | Marcatori | 3: Napolitano 2: Molina 1: Presciutti, Rizzo, Nora, Ubović |

| Arbitri: | Massimo Savarese Stefano Scappini |

|                                             |           |           |
| Presciutti, Molina, Ubović: 2 Ranđelović: 1 | Marcatori | 1: Giorgi |

| Arbitri: | Mario Bianchi Stefano Riccitelli |

|                      |           |                                                    |
| Vergano, Petković: 1 | Marcatori | 3: Ubović 1: Presciutti, Molina, Rizzo, Napolitano |

| Arbitri: | Marco Ercoli Giovanni Lo Dico |

|                                                                     |           |                                        |
| Ranđelović: 4 Molina: 3 Rizzo, Nora, Bertoli, Ubović, Napolitano: 1 | Marcatori | 3: Luongo 1: Scotti Galletta, Marziali |

| Arbitri: | Leonardo Ceccarelli Raffaele Colombo |

|                                                                |           |                                                        |
| Presciutti, Rizzo, Ubović: 4 Damonte: 2 Bertoli, Napolitano: 1 | Marcatori | 2: Brguljan 1: Mattiello, Campopiano, Baviera, Velotto |

| Arbitri: | Mario Bianchi Stefano Riccitelli |

|                                                                                        |           |                                 |
| Sukno, Aicardi: 2 Di Fulvio, Figlioli, Giorgetti, Giacoppo, Figari, Bodegas, Ivović: 1 | Marcatori | 3: Molina 1: Ranđelović, Ubović |

#### Final Six Scudetto
| Arbitri: | Stefano Riccitelli Giovanni Lo Dico |

|                                                  |           |                                           |
| Rizzo, Presciutti: 3 Ranđelović, Molina, Nora: 1 | Marcatori | 2: Petković, Di Somma, Jelača 1: Mirarchi |

| Arbitri: | Massimiliano Caputi Alessandro Severo |

|                                                     |           |                                                                 |
| Di Fulvio: 3 Mandić: 2 Figlioli, Aicardi, Ivović: 1 | Marcatori | 1: C. Presciutti, Molina, Rizzo, N. Presciutti, Bertoli, Ubović |

### Coppa Italia

#### Final Four

##### Semifinale
| Arbitri: | Leonardo Ceccarelli Massimiliano Caputi |

|                                                              |           |                              |
| Molina: 4 Rizzo: 3 Ubović: 2 Presciutti, Nora, Napolitano: 1 | Marcatori | 1: Busilacchi, Coppoli, Bini |

##### Finale 1º/2º posto
| Arbitri: | Massimiliano Caputi Filippo Gomez |

|                                          |           |                                          |
| Di Fulvio: 2 Sukno, Fondelli, Ivović : 1 | Marcatori | 1: Ranđelović, Rizzo, Ubović, Napolitano |

### LEN Champions League

#### Secondo turno
Quattro gruppi da quattro squadre ciascuno: si qualificano al 2º turno le prime due di ciascun gruppo. L'AN Brescia è inclusa nel Gruppo D, nel concentramento di Atene.
| Arbitri: | Irfan Sadekov Axel Bender |

|                                                             |           |                                                                     |
| Chrysospathis: 3 Delagrammatikas, Kapotsis, Papadogkonas: 1 | Marcatori | 3: Rizzo 2: Bertoli, Molina 1: C. Presciutti, N. Presciutti, Ubović |

| Arbitri: | Ivan Raković Axel Bender |

|                                                                       |           |                                                   |
| Rizzo: 2 Bertoli, Damonte, Napolitano, Nora, N. Presciutti, Ubović: 1 | Marcatori | 3: Salamon 2: Bátori 1: Brguljan, Hegedűs, Kovács |

| Arbitri: | Irfan Sadekov Ivan Raković |

|                                                              |           |                                                         |
| Kalinić, Živković: 2 Bonniou, Filipović, Laux, Maksimović: 1 | Marcatori | 3: C. Presciutti 2: Bertoli, Nora 1: Ranđelović, Ubović |

#### Terzo turno
Quattro incontri a eliminazione diretta ad andata e ritorno. Le quattro vincitrici accedono alla fase finale a cui si aggiungono otto wild-card per un totale di dodici squadre, le sconfitte entrano nel tabellone dei quarti di finale della Euro Cup. L'AN Brescia è accoppiata allo Jadran di Herceg Novi.
| Arbitri: | Axel Bender Adrian Tiberiu Alexandrescu |

|                                                                        |           |                                       |
| Janović: 5 Ukropina: 3 Popadić: 2 Baničević, Ranđić, Spaić, Vidović: 1 | Marcatori | 2: Molina, Rizzo 1: Bertoli, Guerrato |

| Arbitri: | Balázs Székely Emanuel Manol Taylan |

|                                                                        |           |                                                              |
| Ubović: 4 Bertoli, Molina: 2 Napolitano, Nora, C. Presciutti, Rizzo: 1 | Marcatori | 3: Janović 1: Baničević, Pješivac, Ranđić, Ukropina, Vidović |

### LEN Euro Cup

#### Quarti di finale
Dopo essere stata eliminata nel turno preliminare di Champions League, l'AN Brescia viene ammessa ai quarti di finale dell'Euro Cup.
| Arbitri: | Matan Schwartz Miodrag Stefanović |

|                                              |           |                                               |
| Kuz'menko: 2 Es'kov, Merkulov, Nikolaenko: 1 | Marcatori | 5: Molina 3: Rizzo 2: C. Presciutti 1: Ubović |

| Arbitri: | Mladen Rak Balázs Székely |

|                                                                             |           |                                    |
| C. Presciutti: 5 Damonte: 3 Rizzo, Ubović: 2 Ranđelović, Molina, Bertoli: 1 | Marcatori | 3: Merkulov 2: Nikolaenko 1: Mišić |

#### Semifinale
| Arbitri: | Xavier Buch Nenad Peris |

|                                                          |           |                                                                     |
| Rizzo, Nora, Ubović: 2 Molina, N. Presciutti, Bertoli: 1 | Marcatori | 2: K. Manhercz 1: Pellei, Seman, Varga, A. Manhercz, Aljoša, Chilkó |

| Arbitri: | Michail Kouretas Andrey Shaydakov |

|                                           |           |                                                                                                   |
| Varga: 4 Aljoša: 3 Manhercz: 2 Palotás: 1 | Marcatori | 3: Molina 2: C. Presciutti, Rizzo, Ubović, Napolitano 1: Ranđelović, Nora, N. Presciutti, Bertoli |

#### Finale
| Arbitri: | Andrej Franulović Boris Margeta |

|                                             |           |                                                                        |
| Pliskevič, Antonijević, Marelja, Latypov: 1 | Marcatori | 4: N. Presciutti 2: C. Presciutti, Molina 1: Ranđelović, Rizzo, Ubović |

| Arbitri: | Mark Koganov Matan Schwartz |

|                                                            |           |                                               |
| Molina: 3 Rizzo, Nora, Ubović, Napolitano: 2 Presciutti: 1 | Marcatori | 2: Ryžov-Aleničev, Nagaev 1: Odincov, Latypov |

## Statistiche

### Statistiche di squadra
- Statistiche aggiornate al 27 maggio 2016.

| Competizione     | Punti | In casa | In casa | In casa | In casa | In casa | In casa | In trasferta | In trasferta | In trasferta | In trasferta | In trasferta | In trasferta | Neutro | Neutro | Neutro | Neutro | Neutro | Neutro | Totale | Totale | Totale | Totale | Totale | Totale | DR   |
| Competizione     | Punti | G       | V       | N       | P       | Gf      | Gs      | G            | V            | N            | P            | Gf           | Gs           | G      | V      | N      | P      | Gf     | Gs     | G      | V      | N      | P      | Gf     | Gs     | DR   |
| ---------------- | ----- | ------- | ------- | ------- | ------- | ------- | ------- | ------------ | ------------ | ------------ | ------------ | ------------ | ------------ | ------ | ------ | ------ | ------ | ------ | ------ | ------ | ------ | ------ | ------ | ------ | ------ | ---- |
| Serie A1         | 72    | 14      | 13      | 0       | 1       | 176     | 85      | 12           | 11           | 0            | 1            | 135          | 73           | 0      | 0      | 0      | 0      | 0      | 0      | 26     | 24     | 0      | 2      | 311    | 158    | +153 |
| Playoff          | -     | 0       | 0       | 0       | 0       | 0       | 0       | 0            | 0            | 0            | 0            | 0            | 0            | 2      | 1      | 0      | 1      | 15     | 15     | 2      | 1      | 0      | 1      | 15     | 15     | 0    |
| Coppa Italia     | -     | 0       | 0       | 0       | 0       | 0       | 0       | 2            | 1            | 0            | 1            | 16           | 8            | 0      | 0      | 0      | 0      | 0      | 0      | 2      | 1      | 0      | 1      | 16     | 8      | +8   |
| Champions League | -     | 1       | 1       | 0       | 0       | 12      | 8       | 4            | 2            | 1            | 1            | 33           | 36           | 0      | 0      | 0      | 0      | 0      | 0      | 5      | 3      | 1      | 1      | 45     | 44     | +1   |
| Euro Cup         | -     | 3       | 3       | 0       | 0       | 36      | 20      | 3            | 3            | 0            | 0            | 37           | 19           | 0      | 0      | 0      | 0      | 0      | 0      | 6      | 6      | 0      | 0      | 73     | 39     | +34  |
| Totale           | -     | 18      | 17      | 0       | 1       | 224     | 113     | 21           | 17           | 1            | 3            | 221          | 136          | 2      | 2      | 0      | 0      | 15     | 15     | 41     | 35     | 1      | 5      | 460    | 264    | +196 |

### Classifica marcatori
| Tot. | Giocatore            | A1 | CI | CL | EC |
| ---- | -------------------- | -- | -- | -- | -- |
| 82   | Valerio Rizzo        | 58 | 4  | 8  | 12 |
| 73   | Guillermo Molina     | 48 | 4  | 6  | 15 |
| 65   | Nemanja Ubović       | 45 | 3  | 7  | 10 |
| 56   | Christian Presciutti | 38 | 1  | 5  | 12 |
| 38   | Christian Napolitano | 30 | 2  | 2  | 4  |
| 32   | Sava Ranđelović      | 27 | 1  | 1  | 3  |
| 31   | Alessandro Nora      | 21 | 1  | 4  | 5  |
| 29   | Nicholas Presciutti  | 21 | 0  | 2  | 6  |
| 26   | Zeno Bertoli         | 15 | 0  | 8  | 3  |
| 20   | Luca Damonte         | 16 | 0  | 1  | 3  |
| 8    | Stefano Guerrato     | 7  | 0  | 1  | 0  |